# Raviole du Dauphiné
Las Ravioles du Dauphiné (ravioles del Delfinado) son una especialidad francesa compuesta por cuadrados de masa rellenos de queso fresco, comté y perejil y cocidos en agua. Se producen tradicionalmente en la histórica región de Delfinado en el sureste de Francia.
Son unos ravioles muy pequeños (2 cm x 2 cm máximo) que requieren mucha destreza a la hora de formar.
Existen desde el siglo XIII y durante el siglo XIX una mujeres llamadas ravioleuses se dedicaban a su fabricación de manera profesional, yendo de casa en casa.
En 1989 "raviole du Dauphiné" obtuvo la etiqueta de origen controlado. En un contexto comercial, este nombre se benefició luego de un label rouge en 1998, luego se conservó a través de una Indicación Geográfica Protegida a partir de 2009.
Su producción utiliza productos agrícolas (como Comté, queso faisselle). Los procesadores agroalimentarios tienen marcas registradas creadas para su actividad como “Ravioles Saint Jean”, “Raviole Mère Maury” (en referencia histórica a Marie-Louise Maury llamada Mère Maury), etc. El nombre desprotegido raviole de Romans, la otra forma popular de llamar las ravioles en el Delfinado, ha servido así a intereses privados y también ha sido registrado como marca por una empresa.